# Shirakawa Yoshinori

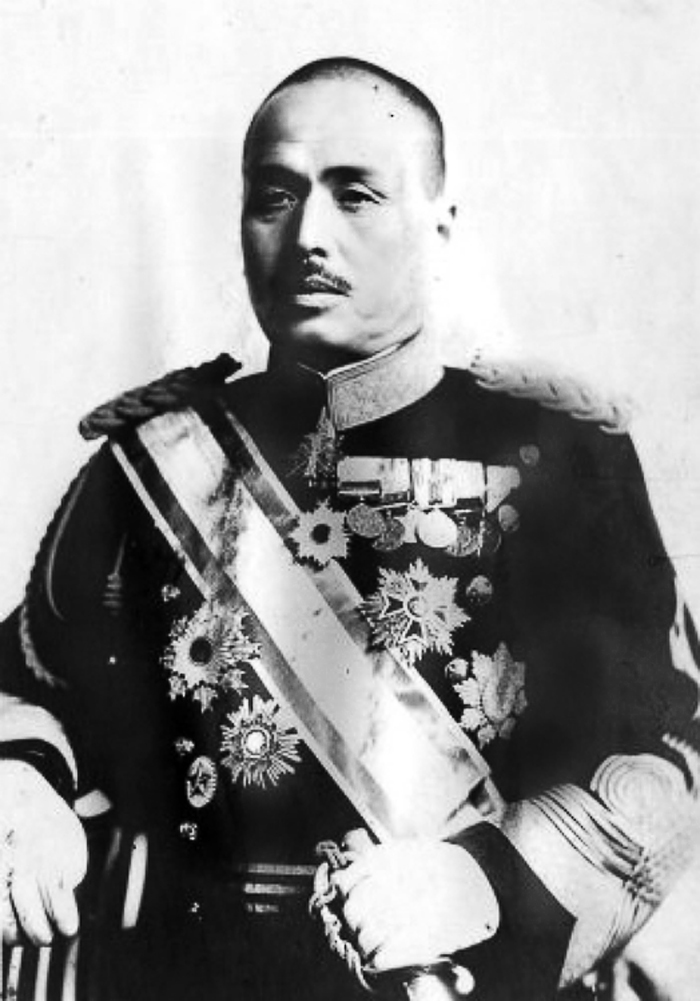
Shirakawa Yoshinori, 1921 oder 1922.

Danshaku Shirakawa Yoshinori (jap. 白川 義則; * 24. Januar 1869 im Iyo-Matsuyama-han, heute Iyo, Japanisches Kaiserreich; † 26. Mai 1932 in Shanghai) war ein General des Kaiserlich Japanischen Heeres und Heeresminister.

## Leben
Shirakawa Yoshinori wurde am 24. Januar 1869 im Iyo-Matsuyama-han auf Shikoku in eine Samurai-Familie geboren. In seiner Jugend besuchte er Kadettenanstalten und spezialisierte sich auf Militärpionierwesen. 1890 schloss er die Heeresoffizierschule ab. Er schrieb sich 1893 an der Heereshochschule ein, musste die Ausbildung im Folgejahr nach dem Ausbruch des Ersten Japanisch-Chinesischen Krieges aber unterbrechen. Er setzte sie nach dem Krieg später fort und machte 1899 seinen Abschluss, woraufhin er im Rang eines Hauptmanns den Befehl über das 21. Infanterieregiment erhielt. 1902 wurde er zur Kaiserlichen Garde versetzt. Während des Russisch-Japanischen Krieges befehligte er erneut das 21. Infanterieregiment und wurde später zum Stabschef der ebenfalls im Feld stehenden 13. Division berufen. Nach dem Krieg stieg er weiter in den Rängen auf.
Im Juni 1911 erhielt er erneut den Posten eines Stabschefs auf Divisionsebene bei der 11. Division und erhielt später im Jahr die Beförderung zum Generalmajor. Von 1916 bis 1919 war er im Heeresministerium Leiter des Personalbüros und übernahm nach seiner Beförderung zum Generalleutnant im Januar 1919 den Befehl über die Heeresoffizierschule. Von 1922 bis 1923 war er stellvertretender Heeresminister unter Yamanashi Hanzō. Nach einer kurzen Zeit als Leiter der Heeresfliegerabteilung im Heeresministerium war er vom 10. Oktober 1923 bis zum 28. Juli 1926 Befehlshaber der in der Mandschurei stehenden Kwantung-Armee. Das Offizierskorps der Kwantung-Armee galt als relativ unabhängig und interventionistisch und auch Shirakawa verhielt sich so. Im November und Dezember 1925 mischte er sich entgegen den Anweisungen der Regierung in Tokio in den Anti-Fengtian Krieg ein. Er nutzte seine Truppen, um die Gegner des chinesischen Warlords Zhang Zuolin, der seine Machtbasis in der Mandschurei hatte, zu blockieren und so Zhang zu unterstützen. Er vertrat offen die Meinung, dass hohe Offiziere unabhängig von Richtlinien des Außenministeriums handeln dürfen sollten. Die spezielle Unabhängigkeit des Offizierskorps der Kwantung-Armee wurde später dokudan (独断; eigenmächtige Entscheidung) und dokusō (独走; eigennütziges Handeln) genannt und Shirakawa gilt als erster, der dieses Prinzip voll umsetzte. Anschließend wurde er in den Obersten Kriegsrat berufen und blieb bis zu seinem Tod Mitglied des Gremiums. Nach der Ermordung Zhang Zuolins 1928 befürwortete er eine unmittelbare militärische Besetzung der Mandschurei.
Vom 20. April 1927 bis zum 2. Juli 1929 war er Heeresminister im Kabinett von Premierminister Tanaka Giichi. Tanaka hatte ihn aufgrund seines in der Mandschurei bewiesenen Hangs zu selbstständigem, aggressiven Handeln gegenüber China ausgewählt, da er ähnliche Meinungen vertrat. Zu Beginn von Shirakawas Amtszeit fiel die Entscheidung, Anlagen zur Produktion von Giftgas auf der Insel Ōkunoshima zu errichten. Da die Produktion von Giftgas dem Heer unterstand, hatte Shirakawa erheblichen Einfluss auf die Auswahl des Ortes für die Produktionsstätten. Er wurde dabei vom Telekommunikationsminister Mochizuki Keisuke beeinflusst, dessen Sohn in der Verwaltung der Stadt Takehara, zu der Ōkunoshima administrativ gehört, arbeitete.
Während der Mandschurei-Krise war er persönlicher Berater des Tennō Hirohito und wurde am 17. Oktober gemeinsam mit dem Oberst Imamura Hitoshi in die Mandschurei geschickt. Es waren Gerüchte über separatistische Tendenzen innerhalb des Offizierskorps der Kwantung-Armee nach Tokio gelangt. Die Gerüchte besagten, die Führung der Kwantung-Armee wolle sich von Tokio lossagen, sollte die zivile Regierung die fortschreitende Besetzung der Mandschurei infolge der Krise nicht unterstützen. In Gesprächen mit den Führern der Armee bestätigten die Gerüchte sich nicht. Es kam zu Beschwerden über die Regierung, alle Generäle versicherten aber, den rechten Pfad nicht zu verlassen.
Die Spannungen infolge der Mandschurei-Krise führten am 28. Januar 1932 zum Ausbruch von Kampfhandlungen zwischen chinesischen und japanischen Truppen in Shanghai. Am 25. Februar 1932 wurde die Shanghai-Expeditionsarmee zur Unterstützung der japanischen Truppen in Shanghai aufgestellt und Shirakawa zu deren Befehlshaber ernannt. Vor seiner Abreise nach China erhielt er eine Privataudienz bei Hirohito. Am 29. Februar landete er mit Truppen nahe der Stadt. Im März kam es zur Einrichtung mehrerer Bordelle mit Trostfrauen in Shirakawas Befehlsbereich. Es ist wahrscheinlich, aber nicht bewiesen, dass Shirakawa von der Einrichtung der Trosthäuser wusste. Am 29. April des Jahres kam es beim Spielen der japanischen Nationalhymne nach einer Siegesparade im Shanghaier Stadtbezirk Hongkou zu einer Bombenexplosion, die Shirakawa und weitere hochrangige Militärs teilweise schwer verletzte. Die Bombe war von dem Aktivisten Yoong Bong-gil auf die Tribüne geworfen worden. Yoong kämpfte für die Unabhängigkeit des von Japan annektierten Korea. Am 26. Mai erlag Shirakawa Yoshinori seinen Verletzungen.
Postum erhielt er die Orden der Aufgehenden Sonne, der Paulownienblüten und des Goldenen Drachen verliehen und wurde im japanischen Adelssystem des Kazoku in den Rang eines Danshaku (Baron) erhoben. Seine Asche wurde auf zwei Gräber verteilt. Ein Teil wurde in seiner Heimatstadt, der andere auf dem Friedhof Aoyama in Tokio beigesetzt.